# Hendea aurora
Hendea aurora är en spindeldjursart som beskrevs av Forster 1968. Hendea aurora ingår i släktet Hendea och familjen Triaenonychidae. Inga underarter finns listade i Catalogue of Life.